# Jack Clement
Jack Clement (5. dubna 1931 Memphis, Tennessee – 8. srpna 2013 Nashville, Tennessee) byl americký zpěvák, hudební skladatel a producent. Pracoval pro vydavatelství Sun Records a produkoval první nahrávky Roye Orbisona a Jerryho Lee Lewise. V roce 1958 napsal píseň „Guess Things Happen That Way“ pro Johnnyho Cashe.
V roce 2013 byl uveden do Country Music Hall of Fame a zemřel později v tomto roce na rakovinu jater ve svých dvaaosmdesáti letech.